# 2017 في البرتغال
فيما يلي قوائم الأحداث التي وقعت خلال عام 2017 في البرتغال.

## أحداث
- 17 يونيو – حرائق غابات البرتغال 2017

## رياضة
- 5 مارس – كلاسيكا دا أرابيدا 2017 الفائزون أمارو أنتونز، أندريس فانغستاد، سيرجيو باولينيو.
- 12 مارس – كلاسيكا ألدياس دو زيستو 2017 الفائزون أندريس فانغستاد، رينالدو نوسنتيني، فيسينت غارسيا دي ماتيوس.

## وفيات

### يناير
- 7 يناير – ماريو سواريز (مواليد 1924)

### يونيو
- 25 يونيو – جوزيه مانويل مورينيو فيليكس (مواليد 1938)